# Happy Scouts
Happy Scouts est le dernier court métrage de la série Oswald le lapin chanceux, produit par le studio Robert Winkler Productions et sorti le 20 juin 1938.

## Synopsis
Oswald et ses scouts (les membres de Oswald's Scouts Duck Troop 13) s’en vont en voyage de camping. Blackie Duck perd sa couche et tombe en arrière. Il est attaqué par un castor et en suite, par un crocodile. Les autres scouts se mêlent de la bagarre du crocodile et de Blackie. Nageant pour sa vie, Blackie est sauvé à la dernière minute par Oswald qui lui, avait remplacer Blackie par un faux canard à la dernière seconde. Le faux canard fut mangé instantanément par le crocodile. Oswald prouve donc que pour être un bon scout, il faut toujours être préparé.

## Fiche technique
- Titre : Happy Scouts
- Série : Oswald le lapin chanceux
- Réalisateur : Fred Kopietz
- Scénario : Victor McLeod, James Miele
- Animateur : Merle Gilson, Dick Marion
- Producteur : Walter Lantz
- Production : Walter Lantz Productions
- Distributeur : Universal Pictures
- Date de sortie : 20 juin 1938[2]
- Musique: Frank Churchill
- Format d'image : Noir et Blanc
- Langue : (en)
- Pays :  États-Unis